# Alfred Espinas
Alfred Victor Espinas, född 23 maj 1844, död 24 februari 1922, var en fransk filosof och sociolog.
Espinas är påverkade av Herbert Spencers och Auguste Comtes idéer, vilka han satte som sin uppgift att fullfölja. Han ville ge samhällsvetenskapen en biologisk grundval genom att leda i bevis, att utvecklingens, anpassningens, differentieringens och urvalets lagar gällde även för det sociala livet. Genom ett studium av djurlivet och djursamhällena (hos bävrar, bin och myror) försökte han ytterligare tendens till gemensamhetsliv även hos djuren. Inte kampen för tillvaron utan samverkan till gemensamt skydd och solidaritet är djursamhällenas utmärkande drag. Samtidigt uppfattade han dessa samhällen som organismen av högre ordning och som bärare av ett kollektivt medvetande. Bland Espinas arbeten märks Des sociétés animales (1877), Histoire des doctrines économiques (1891), Les origines de la technologie (1897) samt Descartes et le monde (1924).